# 乌克兰学
乌克兰学（羅馬化：Ukrainoznavstvo）或乌克兰研究（Ukrainian studies），是一个跨学科研究领域，致力于广义上的乌克兰语言、文学、历史和文化。

## 学术机构
烏克蘭學院为乌克兰设立的乌克兰文化推广机构。
英语世界专注于乌克兰学的主要研究机构包括哈佛大学的哈佛乌克兰研究所、哥伦比亚大学乌克兰研究中心、阿爾伯塔大學的加拿大乌克兰研究所（出版《乌克兰学》杂志）。
德语世界主要有维也纳大学语言文化学院和位于慕尼黑的乌克兰自由大学。
华语世界有中国社会科学院俄罗斯东欧中亚研究所、黑龙江大学、北京外国语大学俄语学院乌克兰研究中心、大连外国语大学乌克兰研究中心、武汉大学乌克兰研究中心等机构。